# إذا وعزا
إذا وعزا (بالإنجليزية: IDA OU AAZZA) هي جماعة قروية تابعة لإقليم الصويرة ضمن جهة مراكش أسفي بالمغرب. بلغ مجموع عدد سكان  إذا وعزا حسب إحصاءات 2004 حوالي 7369 نسمة يعيشون في 1265 أسرة.و تشتهر المنطقة بإنتاج الملح.

## الدواوير
- أريغ
- سيدي بولبركات
- انامر
- ايت بردة